# Nyctemera disrupta
Nyctemera disrupta är en fjärilsart som beskrevs av Butler 1887. Nyctemera disrupta ingår i släktet Nyctemera och familjen björnspinnare. Inga underarter finns listade i Catalogue of Life.